# I peccatori di Peyton
I peccatori di Peyton (Peyton Place) è un film del 1957 diretto da Mark Robson in CinemaScope. È tratto dallo scandaloso (per l'epoca) best seller di Grace Metalious I peccati di Peyton Place pubblicato un anno prima.

## Trama

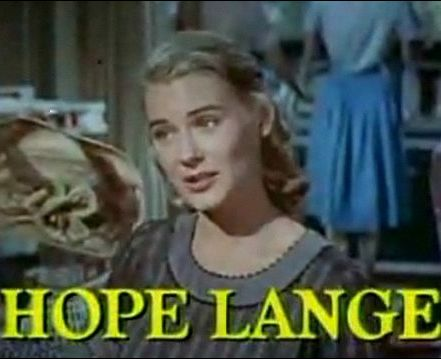
Hope Lange nel trailer

Nella cittadina del New England di Peyton Place, Paul Cross, stufo del patrigno alcolizzato Lucas Cross per i suoi furti, lascia la città. Lucas è il custode della scuola e sua moglie, Nellie, lavora come domestica per Constance “Connie” MacKenzie, una vedova che possiede un negozio di abbigliamento. Le figlie di entrambe le famiglie, Allison MacKenzie e Selena Cross, sono migliori amiche e stanno per diplomarsi. Mentre i MacKenzie vivono una vita agiata, la famiglia Cross vive in povertà.
Alla Peyton Place High School, Michael Rossi, nuovo arrivato in città, è stato assunto come nuovo preside dalla presidente del consiglio scolastico Leslie Harrington; gli studenti avevano preferito la veterana Elsie Thornton. Rossi conquista la signora Thornton offrendosi di lavorare con lei.
Connie permette ad Allison di organizzare una festa di compleanno senza accompagnatori. Invita i suoi compagni di classe, tra cui l'apertamente sessuale Betty Anderson e il suo ragazzo, Rodney Harrington. Connie è inorridita quando arriva a casa e trova gli adolescenti, compresa Allison, che si baciano. La mattina dopo, Allison va a incontrare Selena per andare in chiesa. Assiste e interviene durante un alterco tra Lucas e Selena.

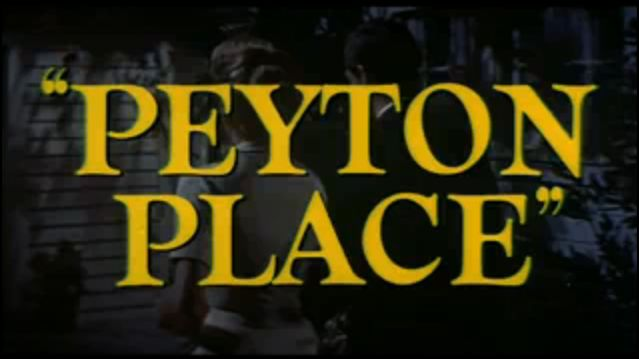
I titoli di testa

Allison viene nominata valedictorian della classe e Rossi chiede a Connie di aiutarla a fare da chaperon al ballo di laurea; le due sviluppano gradualmente una relazione romantica. Nel frattempo, Harrington disapprova che suo figlio Rodney esca con Betty. Rodney invita Allison al ballo, anche se a lei piace Norman Page, un ragazzo timido e libresco cresciuto da una madre emotivamente violenta. Durante il ballo, Rodney porta Betty in macchina e cerca di baciarla, ma lei rimane arrabbiata perché Rodney l'ha lasciata. Rossi chiede alla signora Thornton di tenere un breve discorso e di guidare la canzone “Auld Lang Syne”. Questo infastidisce Marion Partridge, un membro del consiglio scolastico e pettegolo maligno.
Poco dopo, Lucas stupra e mette incinta Selena. La ragazza si reca dal dottor Matthew Swain. Questi ipotizza che il padre sia il fidanzato di Selena, Ted, ma Selena crolla e ammette che Lucas l'ha violentata. Furioso, il dottor Swain costringe Lucas a firmare una confessione che manterrà segreta se Lucas lascerà definitivamente la città. All'insaputa di entrambi, Nellie ascolta la loro conversazione. Un Lucas vendicativo insegue Selena quando torna a casa. Selena scappa ma cade, provocando un aborto spontaneo. Il dottor Swain lo registra come appendicectomia per proteggere Selena dallo scandalo.
Alla parata del Labor Day, Rodney e Betty si riappacificano e fanno il bagno nudi; nelle vicinanze, anche Allison e Norman fanno il bagno, indossando i costumi da bagno. Quando Marion e Charles Partridge vedono una coppia nuda, credono che si tratti di Allison e Norman e lo dicono a Connie. Durante una discussione con Allison, Connie sbotta con rabbia dicendo che Allison è illegittima, frutto di una relazione con il padre di Allison, ancora in vita e già sposato. Allison corre al piano di sopra e scopre che Nellie, sconvolta per Lucas, si è suicidata. Anche Rodney e Betty fuggono, facendo infuriare il padre di Rodney, che tuttavia offre al figlio un lavoro alla segheria. Amareggiata dal comportamento di sua madre, Allison parte per New York.
Quando scoppia la Seconda Guerra Mondiale, molti dei giovani di Peyton Place si arruolano. Quando Rodney viene ucciso in azione, il padre, in lutto, accetta finalmente Betty come membro della famiglia, dopo che lei gli spiega di essersi comportata in modo sconveniente solo per attirare Rodney. Durante il Natale del 1942, Connie fa visita a Rossi e ammette la sua relazione. Rossi vuole ancora sposarla.
Un Lucas ubriaco torna in città e tenta di nuovo di violentare Selena. Lei lo colpisce a morte per legittima difesa e poi, insieme al fratello minore Joey, nasconde il corpo. Dopo la Pasqua del 1943, Selena crolla e dice a Connie di aver ucciso Lucas. Dopo che Connie denuncia Selena alla polizia, Selena viene arrestata e processata. Allison ritorna per il processo, così come Norman. Vengono alla luce la verità sull'uccisione di Lucas da parte di Selena per legittima difesa, gli abusi fisici e sessuali e il falso referto medico del dottor Swain. Il dottor Swain rimprovera apertamente gli abitanti della città per i loro continui pettegolezzi e dicerie. Selena viene assolta e la città le tende la mano; lei e Ted sono liberi di sposarsi. Allison si avvicina a Connie, desiderosa di riconciliarsi; Norman viene accolto in casa.

## Riconoscimenti
- 1958 - Premio Oscar
  - Candidatura Miglior film a Mark Robson
  - Candidatura Migliore regia a Mark Robson
  - Candidatura Miglior attrice protagonista a Lana Turner
  - Candidatura Miglior attore non protagonista a Arthur Kennedy
  - Candidatura Miglior attore non protagonista a Russ Tamblyn
  - Candidatura Miglior attrice non protagonista a Hope Lange
  - Candidatura Miglior attrice non protagonista a Diane Varsi
  - Candidatura Migliore sceneggiatura non originale a John Michael Hayes
  - Candidatura Migliore fotografia a William C. Mellor
- 1958 - Golden Globe
  - Candidatura Miglior attrice non protagonista a Hope Lange
  - Candidatura Miglior attrice non protagonista a Mildred Dunnock

## Distribuzione
In America il film uscì nei cinema il 13 dicembre 1957.

## Sequel
1961 - Ritorno a Peyton Place (Return to Peyton Place) di José Ferrer.

## Critica
«Sesso, frustrazione e violenza: i vizi privati di una tranquilla cittadina del New England, dietro l'impeccabile facciata delle pubbliche virtù... la madre di tutte le soap-opera... cast di riguardo... adeguata colonna sonora. In origine durava 162'.» **